# Lill Lindfors
Lill Lindfors (født Maj Lillemor Lindfors 12. maj 1940 i Helsingfors, Finland) er en finlandssvensk-svensk sangerinde og entertainer.

## Fra revy til Melodi Grandprix
Lill Lindfors har tilbragt sit voksne liv i Sverige, og hun debuterede i Uddevalla i 1960 som revyskuespiller. Året efter debuterede hun som sangsolist på plade, og hun viste derved tidligt en alsidighed i underholdningsverdenen. Op gennem 1960'erne spillede hun fortsat revy, blandt andet sammen med Hasseåtage, og hun spillede Anita i den første svenske opsætning af West Side Story. Dertil kommer sammen med Owe Thörnqvist en omfattende turnevirksomhed i de svenske folkeparker samt show på Hamburger Börs i Stockholm.

### Eurovision
I løbet af 1970'erne blev det klart, at Lill Lindfors var den førende svenske showdronning. Det var derfor et naturligt valg at lade hende, der selv havde deltaget i det internationale Melodi Grandprix, være den ene af værterne, da Sverige arrangerede showet i 1985. Her chokerede hun seere over det meste af Europa, da skørtet på hendes kjole blev revet af midt i showet. Det viste sig dog, at det var et planlagt nummer, og med sin humor kombineret med sexappeal og musikalitet fik hun efterfølgende positiv kritik for dette, selvom EBU ikke brød sig om indslaget.

### Teaterdirektør og UNICEF-ambassadør
I 1980'erne var hun en overgang teaterdirektør, lige som det blev til en håndfuld filmindspilninger. Blandt disse var en rolle i Venner for altid, en dansk ungdomsfilm af Stefan Henszelman fra 1987. Desuden har hun afholdt seminarer om kropssprog. Endelig kan det nævnes, at Lill Lindfors er UNICEF-ambassadør.

## Musik
Allerede tidligt afslørede Lindfors en sofistikeret musikalitet, og hun stillede sig ikke tilfreds med at indspille almindelige popsange. Hun fik stor betydning for, at bossa nova og samba blev kendt i Norden, hvilket f.eks. kan findes i numre som "Jag tycker inte om dig" og hendes eget nummer "Musik ska byggas utav glädje". I 1966 vandt hun det svenske melodigrandprix med nummeret "Nygammal vals", der blev nr. 2 ved Eurovision Song Contest. Ellers er det mest kendte nummer med Lindfors nok "Du är den ende" fra 1967, der blev et stort hit, også i Danmark.
Blandt hendes senere meritter kan nævnes en duet med Lars H.U.G. I de senere år har hun primært sunget jazz samt svenske digte tilsat ny musik.

## Udvalgt filmografi
- Bil-professoren (1965)
- Skrækkens evangelium (1968)
- P & B (1983)
- Venner for altid (1986)
- Arilds tid (1988)
- Gnomes and Trolls: The Secret Chamber (animationsfilm, 2008)